# Naraiivka, Haisîn
Naraiivka (în ucraineană Нараївка) este o comună în raionul Haisîn, regiunea Vinnița, Ucraina, formată numai din satul de reședință.

## Demografie
Componența lingvistică a satului Naraiivka
     Ucraineană (98,81%)
     Rusă (1,19%)
Conform recensământului din 2001, majoritatea populației satului Naraiivka era vorbitoare de ucraineană (98,81%), existând în minoritate și vorbitori de rusă (1,19%).